# Serra de Santa Bàrbara (Guilleries)
La serra de Santa Bàrbara és la cadena muntanyosa més oriental del massís de les Guilleries. Discorre en orientació quasi completament nord-sud. El seu punt més alt és el pic de Santa Bàrbara, de 852,9 m, sobre el qual hi ha l'ermita de Santa Bàrbara. Aquesta serra és usada per a marcar el límit més oriental del PEIN de les Guilleries.